# Arenetra pallipes
Arenetra pallipes là một loài tò vò trong họ Ichneumonidae.